# Baiyun Shan
Baiyun Shan (chinesisch 白雲山 ‚Berg der weißen Wolke‘) ist ein 52 m hoher Hügel an der Ingrid-Christensen-Küste des ostantarktischen Prinzessin-Elisabeth-Lands. Er ragt an der Westflanke des Dålk-Gletschers bzw. im Südosten der Basis der Halbinsel Xiehe Bandao in den Larsemann Hills auf.
Chinesische Wissenschaftler benannten ihn 1992.